# Constantin Dumitrescu (bokser)
Constantin Dumitrescu (ur. 14 marca 1931 w Bukareszcie) – rumuński bokser, medalista igrzysk olimpijskich w Melbourne w 1956.
Startował w wadze lekkopółśredniej (do 63,5 kg). Odpadł w ćwierćfinale tej kategorii wagowej na mistrzostwach Europy w 1955 w Berlinie Zachodnim po przegranej w późniejszym wicemistrzem Pálem Budaiem z Węgier.
Na igrzyskach olimpijskich w 1956 w Melbourne zdobył brązowy medal w kategorii lekkopółśredniej  po wygraniu kolejno z Terrence’em Oungiem z Birmy, Hansem Petersenem z Danii i w ćwierćfinale z Hwangiem Ui-gyeongiem ze Korei Południowej oraz przegranej w półfinale z Włochem Franco Nencim. Wystąpił na mistrzostwach Europy w 1959 w Lucernie, ale przegrał pierwszą walkę z Jerzym Kulejem.
Był mistrzem Rumunii w wadze lekkopółśredniej w 1955, 1956, 1957, 1958 i 1959.